# Tri Nations 2004
Il Tri Nations 2004 (in inglese 2004 Tri Nations Series) fu la 9ª edizione del torneo annuale di rugby a 15 tra le squadre nazionali di Australia, Nuova Zelanda e Sudafrica.
Si tenne dal 17 luglio al 21 agosto 2004 e fu vinto per la seconda volta dal Sudafrica.
In tale edizione le prime due partite videro come Paese ospite la Nuova Zelanda; il torneo si spostò poi in Australia per le successive due partite e, infine, in Sudafrica per il finale.
Fu un'edizione combattutissima e incerta fino alla fine: di fatto, alla penultima giornata tutte e tre le squadre erano ancora in lizza per la vittoria finale e solo la sconfitta neozelandese a Johannesburg nel quinto turno tolse gli All Blacks dalla corsa al titolo; nell'ultima giornata ancora gli Springbok, senza vittorie nelle due partite esterne, batterono l'Australia 23-19 e si aggiudicarono il titolo al termine di un torneo che, quell'anno, vide solo vittorie interne e il risultato deciso dai punti di bonus.
Secondo titolo complessivo dei sudafricani, che affiancò gli Wallabies nel palmarès anche se già, all'epoca, i due Paesi contavano insieme meno titoli della Nuova Zelanda a quota 5.
Il valore delle marcature, come stabilito dall’IRFB nel 1992, era: 5 punti per ciascuna meta (7 se trasformata), 3 punti per la realizzazione di ciascun calcio piazzato, idem per il drop.

## Nazionali partecipanti e sedi
| Squadra       | Città                   | Impianto interno                           |
| ------------- | ----------------------- | ------------------------------------------ |
| Australia     | Subiaco Sydney          | Subiaco Oval Stadium Australia             |
| Nuova Zelanda | Christchurch Wellington | Lancaster Park Wellington Regional Stadium |
| Sudafrica     | Durban Johannesburg     | Kings Park Ellis Park                      |

## Risultati
| Arbitro: | Alain Rolland |

|            |      |          |
| Howlett    | mt   | Mortlock |
| Carter     | tr   | Giteau   |
| Carter (3) | c.p. |          |

| Arbitro: | Andrew Cole |

|                    |      |                             |
| Howlett            | mt   | de Villiers Cronjé du Preez |
|                    | tr   | Montgomery (3)              |
| Carter (5) Spencer | c.p. |                             |

| Arbitro: | Chris White |

|                                |      |                                        |
| Tuqiri Larkham Latham Rathbone | mt   | v.d. Westhuyzen de Villiers G. du Toit |
| Giteau Burke                   | tr   | Montgomery                             |
| Giteau (2)                     | c.p. | Montgomery (3)                         |

| Arbitro: | Jonathan Kaplan |

|                      |      |                             |
| Tuqiri               | mt   |                             |
| Burke (2) Giteau (4) | c.p. | Carter (4) Spencer Mehrtens |

| Arbitro: | Donal Courtney |

|                                   |      |                   |
| M. Joubert (3) Paulse de Villiers | mt   | Muliaina Rokocoko |
| Montgomery (3)                    | tr   | Mehrtens (2)      |
| Montgomery (3)                    | c.p. | Mehrtens (4)      |

| Arbitro: | Paddy O’Brien |

|                      |      |                       |
| Matfield van Niekerk | mt   | Tuqiri Mortlock Smith |
| Montgomery (2)       | tr   | Giteau (2)            |
| Montgomery (3)       | c.p. |                       |

## Classifica
| Pos | Squadra       | G | V | N | P | PF  | PS | DP  | BMP | Pt |
| --- | ------------- | - | - | - | - | --- | -- | --- | --- | -- |
| 1   | Sudafrica     | 4 | 2 | 0 | 2 | 110 | 98 | +12 | 3   | 11 |
| 2   | Australia     | 4 | 2 | 0 | 2 | 79  | 83 | −4  | 2   | 10 |
| 3   | Nuova Zelanda | 4 | 2 | 0 | 2 | 83  | 91 | −8  | 1   | 9  |